# Полтавіка. Полтавська енциклопедія
Полтавіка — полтавська енциклопедія — науково-видавничий проєкт 12-томного енциклопедичного видання, що репрезентує культурне, духовне, історичне багатство та соціально-економічний потенціал Полтавщини.

## Науково-видавничий проєкт «ПОЛТАВІКА. Полтавська Енциклопедія»

### Творчий задум
Автор ідеї, керівник проєкту та головний редактор «Полтавіки» — Олександр Андрійович Білоусько, керівник Центру дослідження історії Полтавщини Полтавської ОДА, заслужений вчитель України. 

За сприяння Полтавської обласної державної адміністрації та Полтавської обласної ради до 2015 року заплановано видати 12 томів «Полтавіки»:
- Том 1. Природа.
- Том 2. Населення.
- Том 3. Суспільство.
- Том 4. Історія.
- Том 5. Господарство.
- Том 6. Освіта і наука.
- Том.7. Мова і література.
- Том 8. Народна культура.
- Том 9. Образотворче і декоративне мистецтво. Книга 1. Книга 2.
- Том 10. Охорона здоров'я.
- Том 11. Військова справа.
- Том 12. Релігія і церква.

Науково-редакційна рада.
Білоус Г. П.

Білоусько О. А. (заступник голови)

Галіулліна Т. В. (секретар)

Клепко С. Ф.

Кульчинський М. Г.

Мокляк В. О.

Нестуля О. О.

Пащенко В. О.

Пошивайло О. М.

Пустовгар О. М. (заступник голови)

Пустовіт Т. П. (заступник голови)

Самойленко Ю. О.

Соловей С. А. (голова)

Степаненко М. І.

Супруненко О. Б.

Фесик К. Б.

Ханко В. М.

### Реалізація проєкту
1 грудня 2009 року був презентований 12-й том «Полтавіки» — «Релігія і церква», що вийшов у видавництві «Полтавський літератор».
У томі вміщено інформацію про всі культові місця та споруди, що існували чи існують зараз на Полтавщині, усіх конфесій та про їхніх керівників. Розказано про усі храми, культові місця, монастирі, духовні навчальні заклади, святині (чудотворні ікони), викладена їх історія, а також інформація про релігійний живопис, святих і мучеників, а головне — про діячів церкви: священнослужителів, ієрархів, богословів, педагогів, жертводавців, дослідників, вчених, релігієзнавців.
12-й том має близько 800 сторінок, 3 тис. 726 статей, 1100 ілюстрацій, 40 кольорових ілюстрацій на окремих аркушах, дві схеми, дві карти та чотири таблиці.
Над першою книгою з серії «Полтавіка. Полтавська енциклопедія» працювало близько сотні авторів. Серед них — знані науковці, краєзнавці та полтавці, які переїххали жити за кордон. Поряд із православною церквою, в енциклопедії представлені всі без винятку віри та конфесії, які існують, чи існували на теренах Полтавщини: починаючи від первісних вірувань  і закінчуючи сучасними течіями релігії.
Олександр Білоусько, презентуючи перший том видання, зазначив, що «…це подія надзвичайного культурного значення. Адже спільнота, яка може видрукувати енциклопедію, тим самим засвідчує високий рівень інтелектуального розвитку». За його словами, над виданням працював величезний колектив однодумців, який по крихтах збирав матеріал, присвячений церкві та релігії. Особливо важко давалася робота над так званою «радянською епохою», адже, як влучно зазначив Олександр Білоусько, «ті, хто руйнували, не залишали за собою слідів». Та попри це, в енциклопедії величезний обсяг матеріалу присвячений саме «репресіям проти церкви». Як відзначив Олександр Білоусько, після Голодомору і фізичного знищення населення України, радянська влада вдалася і до «духовного мору». Але і цей задум не спрацював.
Єпископ Полтавський і Кременчуцький Української православної церкви Київського патріархату Федір, отець Михайло з Української православної та отець Юрій з Української греко-католицької церкви висловили глибоку вдячність колективу, який створив це фундаментальне видання.

Владика Федір підкреслив:
Коли людина торкається сторінок цієї книги, вона надихається на щось високе, на якусь місію — навіть свою власну. Вона бачить, яким величним був цей Полтавський край. <…> Влада безбожної імперії хотіла захопити весь світ, трощила нещадно храми, ламала хребет української нації, але розсипалася, зникла, мов туман, а Церква як була, так і є, і сьогодні відроджується. І дуже символічно, що видання Полтавської енциклопедії почалося з тому, присвяченого Церкві — символу нашого духовного відродження"
.
Планом 2013 року передбачалося видання 7-го тому видання: «Мова і література», а також першої книги 9-го тому «Образотворче і декоративно-прикладне мистецтво».
2015 року побачив світ черговий том «Полтавіки. Полтавської Енциклопедії» — том 9: «Образотворче і декоративне мистецтво» у 2-х книгах. Упорядники: О. А. Білоусько, Ю. О. Самойленко, В. М. Ханко. Видавець: ТОВ «АСМІ».
Підготовлено до видання том 7: «Мова і література»; том 8: «Архітектура» (2010—2015 рр.).
Готується до видання том 6: «Освіта і наука» (2016 р.).
Робота над енциклопедією продовжується.

## Відзнаки
У грудні 2009 року книга «Полтавіка — Полтавська енциклопедія» за підсумками обласного конкурсу «Найкраща книга Полтавщини», присвяченого 200-річчю від дня народження Миколи Гоголя, у номінації «Гран-прі» отримала «золото».